# Ramphotyphlops marxi
Ramphotyphlops marxi là một loài rắn trong họ Typhlopidae. Loài này được Wallach miêu tả khoa học đầu tiên năm 1993.